# Centrum Kultury „Dworek Białoprądnicki”
Centrum Kultury „Dworek Białoprądnicki” – centrum kultury mieszczące się w zabytkowym dworku w Krakowie na Białym Prądniku w otoczeniu parku im. Tadeusza Kościuszki.

## Historia

### Pałac renesansowy w XVI wieku
Pierwsze znane wzmianki źródłowe potwierdzające istnienie na Prądniku, obok folwarku, także dworu biskupiego pochodzą z 1421 i 1468 roku. Dwór ten miał się znajdować w pobliżu rozwidlenia koryta rzeki Prądnik (Białuchy) na dwie odnogi – naturalną i sztuczną (młynówkę). Jak dotąd nie zostały odkryte relikty średniowiecznego dworu, nieznana pozostaje więc dokładna jego lokalizacja. Jej funkcję przejął imponujący renesansowy pałac „dla zacnego odpoczynku i wytchnienia wielkim kosztem zbudowany” przez kanclerza Samuela Maciejowskiego – biskupa krakowskiego w latach 1545–1550. Decyzja o wzniesieniu nowej podkrakowskiej rezydencji biskupiej zapaść mogła jeszcze w końcu 1545 roku, budowa rozpoczęła się zapewne w 1546 roku, przy czym ukończono ją z pewnością przed połową 1548 roku. Była to w całości murowana budowla, posiadająca trzy kondygnacje – dwie naziemne i jedną piwniczną. Składała się z czworobocznego zwartego korpusu o rzucie prostokąta oraz z przylegającej do jednego z jego krótszych boków szerszej rzutowo loggii frontowej. Zwracają uwagę znaczne rozmiary budowli – jej korpus mierzył 30 na 37 metrów, a całość wraz z loggią 34 na 42 metry. Wszystkie wnętrza najniższej kondygnacji posiadały (zachowane częściowo do dziś) sklepienia; prowadziły do niej z zewnątrz dwa sklepione wjazdy, usytuowane z dwóch stron na osi głównej budynku. Pod względem architektonicznym i funkcjonalnym reprezentowała typ willi włoskiej. Renesansowa siedziba biskupia na Prądniku miała od początku również charakter obronny. Wieloboczny obwód obronny składał się z murów kurtynowych z kolistymi, otwartymi do wewnątrz basztami (bastejami) w narożach. W 1549 roku przebywający w Prądniku z wizytą u biskupa Maciejowskiego Augustinius Rotundas napisał w liście do kardynała Hozjusza ...jestem pod urokiem tajemniczych budowli oraz ich otoczenia.... Renesansowa willa tętniła życiem, była miejscem spotkań dyplomatów, poetów, myślicieli.
To tu właśnie Łukasz Górnicki napisał „Dworzanina Polskiego”, którego akcję umieścił w pałacu i przyległym doń ogrodzie:
Tuż u Krakowa jest rzeczka Prądnik, nad którą Samuel Maciejowski, biskup krakowski, Kanclerz Koronny, włoskim kstałtem dom piękny zmurować kazał, jako dla wiela inych dobrych przyczyn, tak też dla tego, aby w tak osobnym kraju, jaki jest około Krakowa, miał miejsce, gdzieby postronne ludzi, a wielkich królów posły czcić mógł. Albowiem mając on na sobie wielkie sprawy, dla których w jego domu u wszystkich gmachów drzwi zawżdy otworem stały, snadniej mógł na stronie niż w mieście uczynić temu zadość.
Jan Kochanowski w słowach O villa celsis aemula curribus podziwiał rezydencję, jako twór architektonicznie pięknie wykończony i malowniczo położony.
Następne dziesięciolecie (1550–1560) w pałacu na Białym Prądniku upłynęło pod znakiem działalności biskupa Andrzeja Zebrzydowskiego, który rozbudował willę i uzupełnił jej wnętrze. Był on prawdopodobnie twórcą niewielkiego systemu obronnego w postaci murów kurtynowych z półbasztami. O obronności budowli zachowały się wzmianki w inwentarzu z 1570 roku, gdzie wymienione są 33 działa. W rejestrze z 1632 roku pałac biskupi na Prądniku zaliczono do grupy największych podkrakowskich budowli rezydencjonalnych, określony został jako „kamienica przestronna JM księdza biskupa krakowskiego”. W pierwszej połowie XVII wieku, gdy willa była już poważnie zniszczona, biskup Piotr Gembicki podjął się po 1642 roku jej remontu.

### Przebudowa z XVII wieku
Kilkanaście lat później podczas potopu szwedzkiego rezydencja spłonęła. Odbudowę i przebudowę przeprowadził w latach 1665–1669 biskup Andrzej Trzebnicki. Po zakończonej w 1669 roku odbudowie siedziba biskupia na Prądniku była najbardziej okazałą rezydencją podkrakowską, stanowiła więc stosowną oprawę dla rozpoczynanych tutaj wielkich uroczystości – koronacji królewskich i ingresów biskupich. 30 stycznia 1676 roku spod pałacu prądnickiego wyruszył orszak koronacyjny Jana III Sobieskiego; w oczekiwaniu na wjazd do stolicy król elekt spędził w rezydencji biskupiej dwa poprzednie dni. Bliżej nieokreślone prace przy pałacu na Prądniku prowadzono w połowie lat dwudziestych XVIII wieku z inicjatywy biskupa Konstantego Felicjana Szaniawskiego (1720–1732). Przypuszczalnie to właśnie wówczas mógł powstać układ przestrzenny z dwiema oficynami oskrzydlającymi paradny cour d’honneur. 

### Pałac barokowy biskupa Załuskiego w XVIII wieku
Najbardziej znacząca faza rozwoju rezydencji biskupiej na Prądniku miała miejsce w okresie rządów jednego z najwybitniejszych ordynariuszy krakowskich – biskupa Andrzeja Stanisława Kostki Załuskiego (1746–1758). Przeprowadzono gruntowny remont gmachu pałacu wraz z jego częściową przebudową. W wyniku częściowej zabudowy większości arkad loggii frontowej znacząco przekształcona została fasada pałacu. Budynek nakryto nowym dachem mansardowym, przekształcono fasadę, powstał również nowy element przestrzenny w postaci oprawy architektonicznej dwóch głównych wejść. Zbudowano oranżerię, austerię, kuźnię, browar, młyn i inne budynki gospodarcze oraz nowe piętrowe oficyny.
W rezultacie przeprowadzonej z fundacji biskupa Załuskiego rozbudowy rezydencji na Prądniku powstał największy w skali krakowskiej późnobarokowy zespół pałacowo-ogrodowy. W wyniku adaptacji i rozwinięcia poprzedniego układu z wieków XVI i XVII ukształtowane zostało typowe dla połowy XVIII stulecia osiowe założenie rezydencjonalne we francuskiej „wielkiej manierze”, z układem dwóch dziedzińców (avant-cour et cour d’honneur) ujętych z obydwu stron symetryczną zabudową, z dominantą w postaci gmachu pałacu i rozległym ogrodem kwaterowym. Realizatorem całości założenia pałacowo-ogrodowego w Prądniku był w tym czasie Franciszek Placidi.
Dalsze elementy architektoniczne w stylu późnego baroku zyskał on za sprawą biskupa Kajetana Sołtyka, który dokończył prace rozpoczęte przez Załuskiego. Ukończono wówczas budowę nowych, piętrowych oficyn bocznych. Obydwa bliźniacze budynki połączone były z korpusem pałacu dwukondygnacyjnymi sklepionymi gankami, w części dolnej posiadającymi przejścia z dziedzińca do ogrodu. Być może w pracach przy pałacu brał udział Jakub Fontana. Początkowe lata rządów biskupa Kajetana Sołtyka były ostatnim okresem świetności i rozwoju biskupiego zespołu pałacowego na Białym Prądniku.
Podczas konfederacji barskiej pałac został uszkodzony przez wojska moskiewskie, jednak usterki zostały usunięte. Opisy inwentarzowe z lat 1788–1789 ukazują zły stan zabudowy pałacowej (korpusu głównego i oficyn), w wielu oknach nie było już szyb, a nawet framug, brakowało drzwi, kominków i pieców, niektóre stropy groziły zawaleniem. W roku 1789 dobra biskupie przyłączono do skarbu koronnego, a w rok później oddano w dzierżawę. W 1793 roku w wyniku uchwały sejmu grodzieńskiego Kapituła Krakowska odzyskała Prądnik. W czasie insurekcji kościuszkowskiej w tej okolicy gromadziło się wojsko powstańcze. 

### Zniszczenie pałacu
W 1796 roku władze austriackie skonfiskowały posiadłość białoprądnicką, a następnie ją wydzierżawiły. Od tego czasu obiekt ulegał ciągłym przebudowom. Podjęte po 1815 roku prace remontowe wiązały się z częściową redukcją głównej budowli zespołu. Kolejne przekształcenie ok. 1829 r. doprowadziło do niemal zupełnej rozbiórki gmachu pałacu – został on zredukowany do parterowego dworu. Około połowy XIX wieku nastąpił podział całego terenu posiadłości białoprądnickiej. Dziedziniec wewnętrzny wraz z otoczeniem został podzielony na kilka części, natomiast zespół centralny i przyległy fragment parku pozostał w rękach jednego właściciela: w latach 1861–1900 pani Jasińskiej, później rodziny Jaroszyńskich, Halskich i w drodze dziedziczenia do końca lat 50. XX wieku – Mirockich. Znacznej redukcji uległy również obniżone oficyny boczne (rozebrane ostatecznie w 1968 r.), całkowicie wyburzono przylegające do nich piętrowe galerie, przestał istnieć ogród. Zniszczone bądź przekształcone zostały później także pozostałe elementy założenia rezydencjonalnego, a jego pierwotny układ zatarty.
W latach 50. XX wieku władze PRL postanowiły przejąć bardzo zaniedbany i zniszczony zespół podworski na cele kulturalne. Remont i adaptację dworu z przeznaczeniem na siedzibę Dzielnicowego Domu Kultury rozpoczęto w roku 1973. Na stanowisko pierwszego dyrektora Domu Kultury powołano Annę Chrobak-Kaputową. Kilkunastoosobowy zespół pracowników wprowadził się do Dworku w 1975 roku. Wanda Wolińska, pracownik Dworku, zanotowała wówczas w Kronice: Sprowadziliśmy się do dworku przy ulicy Papierniczej dokładnie 30 kwietnia 1975 roku (...). Budynek główny, zasłonięty jeszcze rusztowaniami, w dalszym ciągu przechodził proces rewaloryzacji, lecz mimo to wydał nam się obiektem wspaniałym, a samo miejsce posiadało pewną dozę tajemniczości, w którą spowija stare budowle legenda i wyobraźnia ludzka. W styczniu 1975 roku pracę w Dworku podjął Andrzej Radniecki. Zastanawiał się on wówczas czy podupadającemu Dworkowi i jego parkowemu otoczeniu uda się przywrócić dawną świetność.

### Historia Centrum Kultury

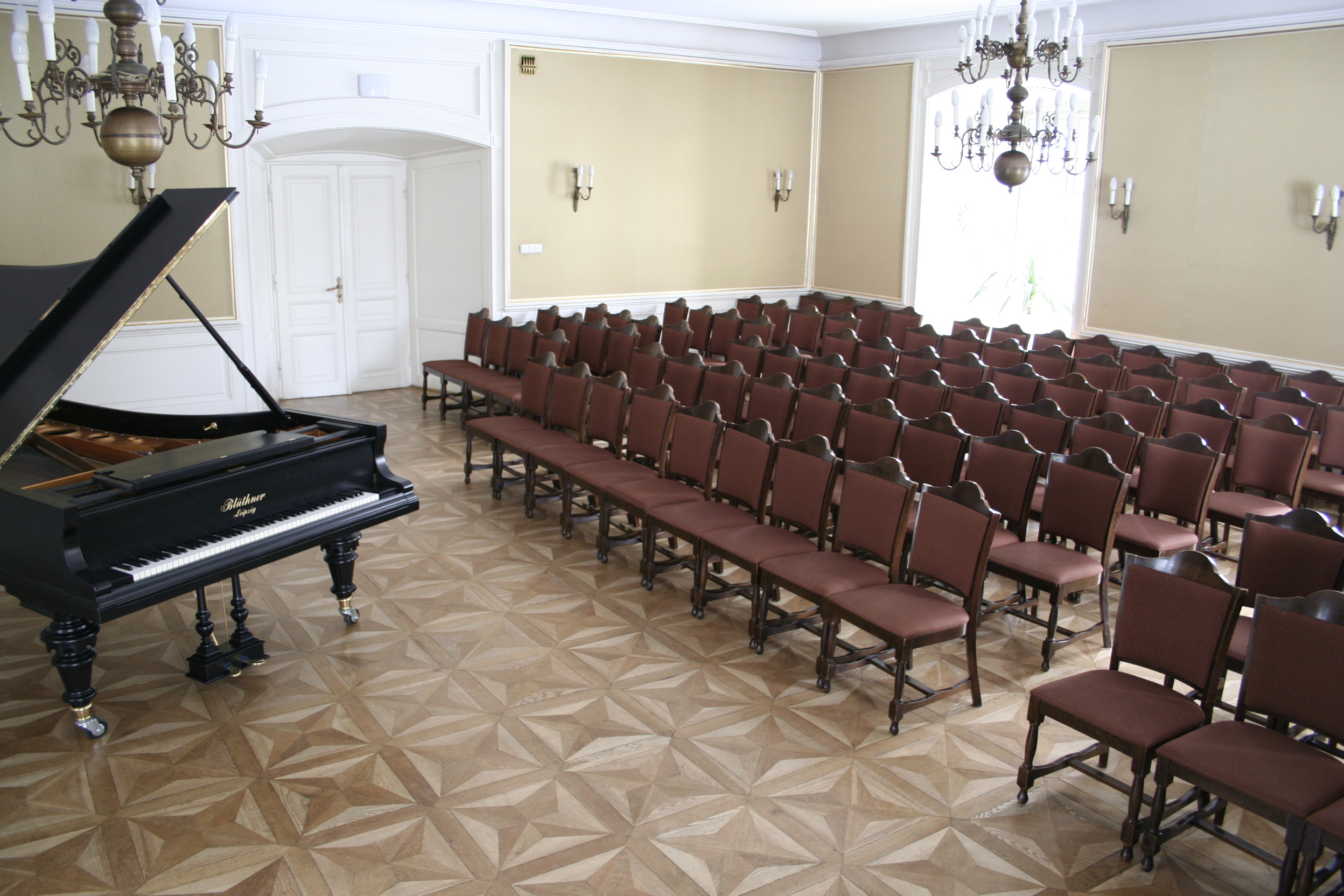
Sala Kominkowa

Od XVI wieku dworek gościł wybitne osobistości, do których należeli m.in.: Jan Kochanowski (opiewał wierszem sielskie piękno Prądnika i czas młodości spędzony na dworze biskupa Maciejowskiego), Łukasz Górnicki (w willi na Białym Prądniku umieścił akcję Dworzanina polskiego), Mikołaj Rej, Tetmajerowie, Wojciech Kossak, swoją pracownię miał Jacek Malczewski (tu powstała Melancholia, Błędne koło i Malarczyk), malowała Olga Boznańska. Prawdopodobnie na dworze i w pobliskim parku przebywał Tadeusz Kościuszko, który zatrzymał się w sąsiednim zajeździe, zwanym dziś Zajazdem Kościuszkowskim.
W XX w. bywali tu: Ewa Bem, Paweł Albiński, Grażyna Łobaszewska, Marek Grechuta, Wojciech Młynarski, Kora z zespołem Maanam, Grupa Osjan, Krystyna Prońko i Zbigniew Wodecki. Swoją przygodę z teatrem zaczynała Bożena Krzyżanowska, w sali prób regularnie spotykali się The Willows. W studio nagrań materiał zarejestrowali: Jan Kanty Pawluśkiewicz, Alicja Majewska, Czerwone Gitary i Grzegorz Turnau.

## Programy artystyczne

### Muzyka
W zabytkowych piwnicach działał Jazz Club Dworek prowadzony przez Antoniego Krupę, Andrzeja Radnieckiego i Wojciecha Chmurowicza. Koncertowali jazzmeni polscy i zagraniczni, m.in.: Quartet Janusza Muniaka, Jazz Band Ball Orchestra, The Quartet, Andrzej Zaucha, Jan Ptaszyn Wróblewski, Tomasz Stańko, Osjan, Laboratorium, Bicollection, Krystyna Prońko i inni. W piwnicach odbywały się cykle prelekcji „Giganci Jazzu” i „Muzyczny Hyde Park”. Ćwiczyły tu młode grupy jazzowe i rockowe, np. Safjan, Drive, laureaci konkursów „Jazz Juniors”: Chwila Nieuwagi, Project, Acceptation i „Złotej Tarki”: The Willows. Bywali – The Cooks i Grupa Marka B. oraz legendarny skład Düpą, z którego po śmierci Piotra Marka utworzył się zespół Püdelsi.
W piwnicach Dworku odbywały się Meetingi Bluesowe, czyli koncerty i recitale, a przede wszystkim wspólne jam sessions. Inspiratorami wspólnego muzykowania byli m.in.: Paweł Ostafin, Leszek Wójtowicz i Antoni Krupa. W ofercie Dworku od zawsze były propozycje dla melomanów i miłośników muzyki poważnej. Organizowano cykl „Muzyka dawna w Dworku Białoprądnickim” (muzyka poważna – barok i renesans), którego kontynuacją były „Wieczory w Dworku” realizowane wspólnie z Akademią Muzyczną. Raz w miesiącu odbywa się cykl „Spotkania z operą i nie tylko...” oraz koncerty muzyki rozrywkowej, poważnej i operowej pod hasłem „Muzyczne czwartki”.

### Literatura i teatr
Jednym z przedsięwzięć Centrum Kultury jest Scena Teatralna Dzieci i Młodzieży (Teatr Lektur Szkolnych i Scena Dziecięca). W skład pierwszego zespołu Teatr Lektur Szkolnych wchodzili m.in.: Maria Rabczyńska, Maria Górecka, Jerzy Bączek i Bogdan Grzybowicz, potem dołączyli Piotr Skiba, Tomasz Schimscheiner, Agnieszka Wielgosz i inni. Historia Teatru Lektur Szkolnych to ponad 3 tysiące spektakli i około 300 tysięcy widzów.
Młodzieżowy zespół teatralny Teatr Poezji i Publicystyki „Obrok” uczył szacunku do języka i poprzez teatr ukazywał jego piękno. W „Obroku” zaczęli występować na scenie tacy krakowscy artyścia jak Ziuta Zającówna, Dorota Zięciowska, Jacek Milczanowski, Bożena Krzyżanowska, Agnieszka i Tomasz Schimscheiner.
Młodzieżowe Studio Teatralno-Językowe uczyło języków obcych poprzez sceniczną realizację tekstów dramatycznych, a także poprzez umotywowanie młodzieży do podróży po świecie.
W poniedziałkowe wieczory w Piwnicach Dworku miłośnicy słowa pisanego spotykają się w ramach cyklu „Piwnica Literacko-Muzyczna”. Jego korzenie sięgają lat 70. XX wieku – wówczas istniał Zajazd Błędnych Antoniego Drożdżowskiego, następnie Klub Twórców Zbigniewa Polaka, Romana Michalika i Wiesława Danielca. Były to happeningi, wernisaże, wieczory poezji, koncerty, itd. Atrakcją poniedziałkowych letnich wieczorów są przedstawienia sztuk teatralnych na wolnym powietrzu.

### Inne
- „Terapia przez sztukę” – program dla osób z upośledzeniem umysłowym prowadzony w Dworku od 1993 roku. Poza spotkaniami w pracowni odbywają się plenery malarskie przy Dworku i wyjazdowe, dzieci spotykają się na warsztatach w grupach integracyjnych, są grupy dla dzieci autystycznych.
- „Spotkania rodzinne – impreza dla młodych małżeństw z dziećmi” – trwały od 1978 roku przez 16 lat, miały nowatorski charakter. W ramach programu rodzice mogli oglądać występy kabaretowe, koncerty, spektakle teatralne, a także porozmawiać ze specjalistami z różnych dziedzin (architekci, psychologowie, lekarze). W tym czasie dzieci brały udział w przygotowanych dla nich zabawach. Rodzinne spotkania przekształciły się w „Bajkowe Niedziele”, czyli spektakle teatralne dla maluchów.
- „Klub Dziecięcy Muminek” (od 1976) dawniej będący alternatywą dla przedszkoli państwowych
- „Wielka Majówka z Mamą i Tatą”
- „Studio Plastyczne”

## Instytucje związane z dworkiem
W Centrum Kultury siedzibę mają:
- Teatr Lalki i Aktora „Parawan”
- Restauracja „Dworek Białoprądnicki”
- Wydawnictwo „Dworek Białoprądnicki”

W strukturze organizacyjnej Centrum Kultury znajdują się:
- Klub Kultury „Chełm” ul. Chełmska 16
- Klub Kultury „Łokietek” ul. Łokietka 267
- Klub Kultury „Mydlniki” ul. Balicka 289
- Klub Kultury „Paleta” ul. Wrocławska 91
- Klub Kultury „Przegorzały” ul. Kamedulska 70
- Klub Kultury „Vademecum” ul. Radzikowskiego 29
- Klub Kultury „Wola” ul. Królowej Jadwigi 215.

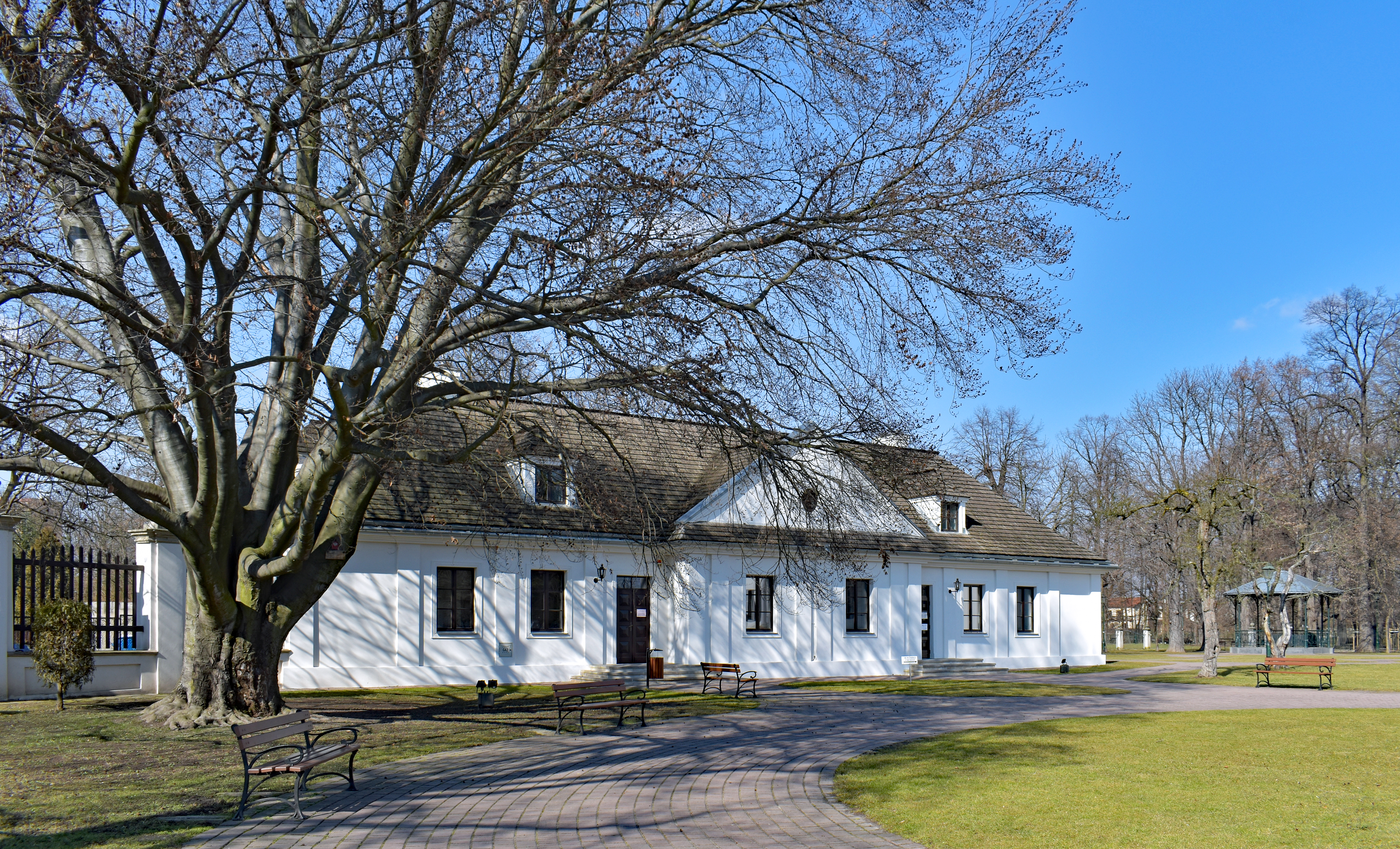
Oficyna zachodnia.
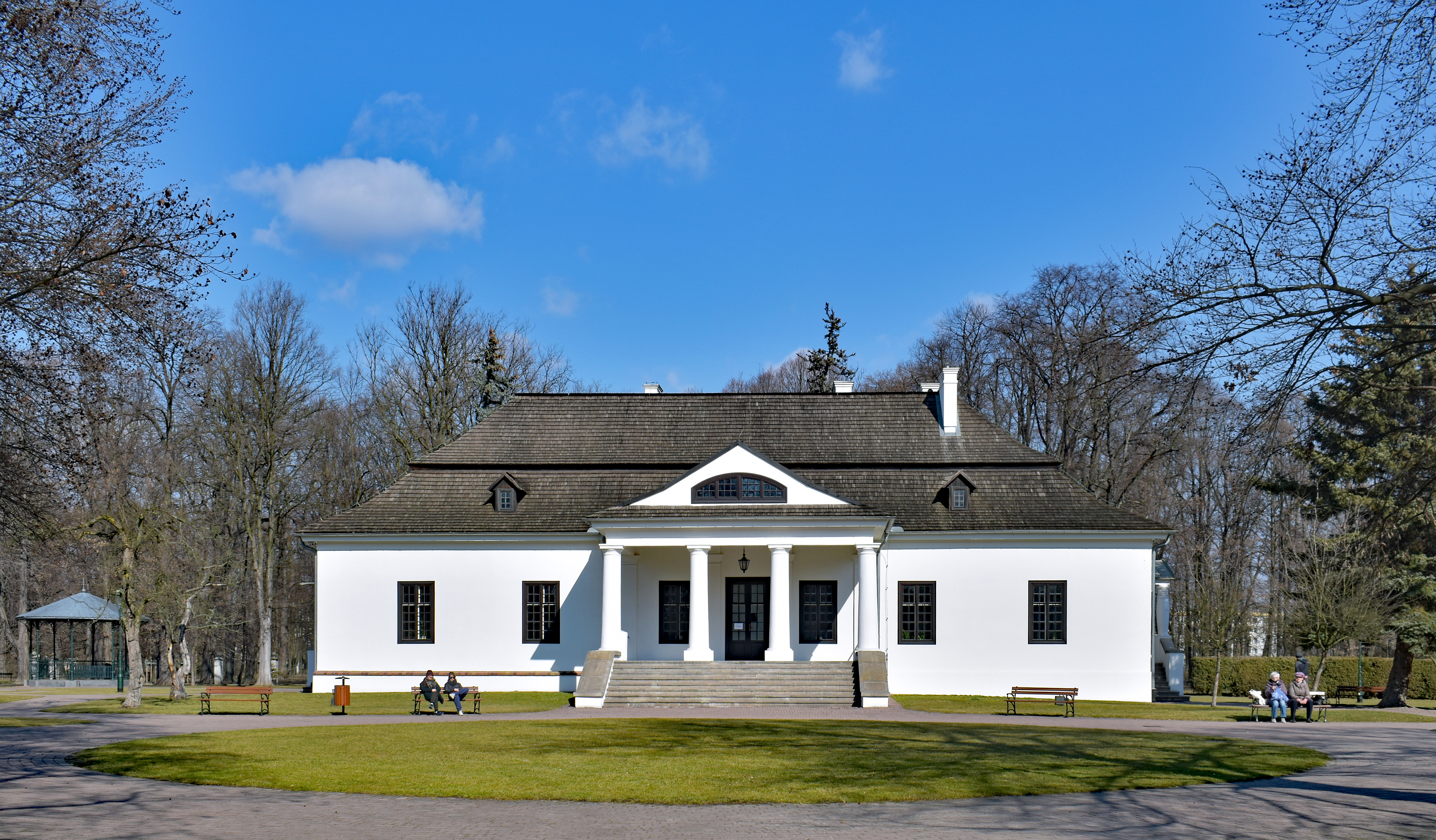
Dwór.
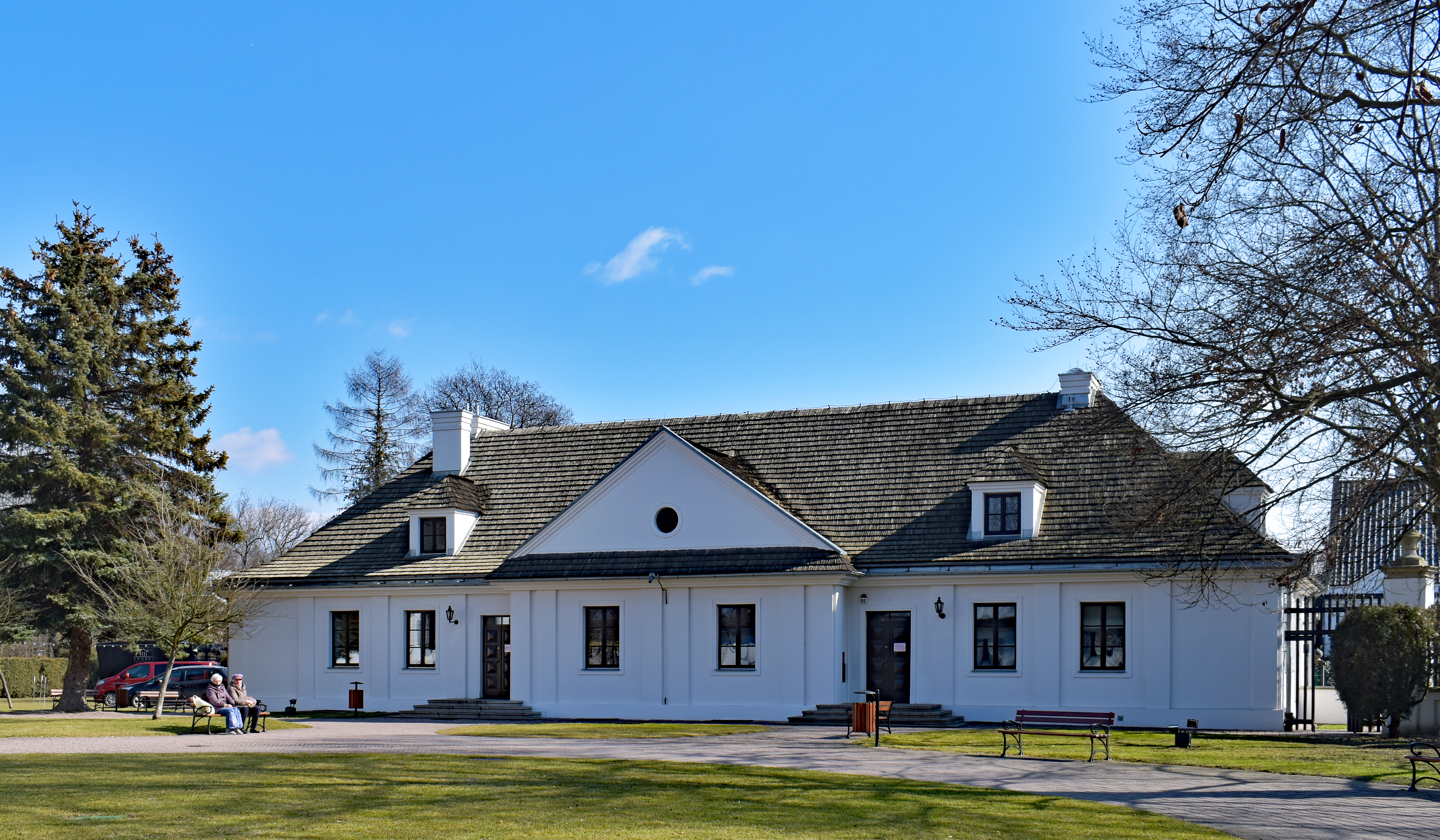
Oficyna wschodnia.